# Nord-Amérindiens
 (août 2021).

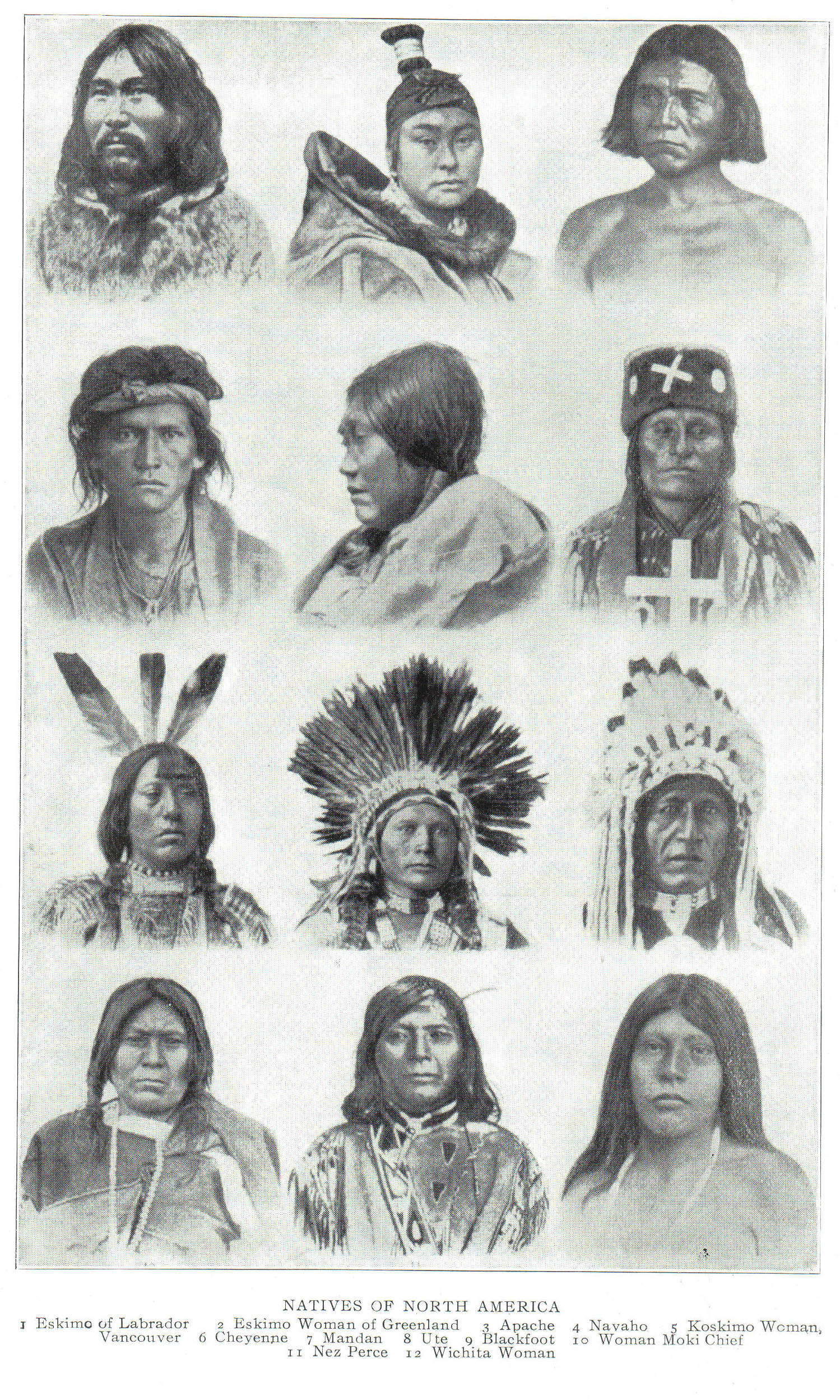
Portraits stéréotypés de Nord-Amérindiens par peuple (États-Unis, 1914).

Les Inuits, Métis et les Premières Nations sont les Autochtones originaires de l'Amérique du Nord (hors Mésoamérique) et leurs descendants.

## Terminologie
Dans un contexte nord-américain, le terme « Autochtones » (en anglais : Indigenous people) désigne les premiers peuples d'Amérique du Nord et leurs descendants : il inclut les Premières Nations — historiquement appelées Amérindiens, terme moins utilisé au Canada depuis les années 2010 — mais également les Inuits et les Métis du Canada. Les termes « Aborigènes » ou « Indigènes » s'emploient peu en Amérique du Nord. Le gouvernement du Canada comporte un ministère des Affaires autochtones et du Nord Canada, dont « Services aux Autochtones Canada » offre des services « … pour les Premières Nations, les Inuit et les Métis » ; en anglais, ce service est nommé « Indigenous Services Canada ».
Les Amérindiens des États-Unis sont couramment appelés Native Americans (Américains natifs), American Indians (Indiens américains) ou Indigenous Americans (Américains autochtones).
Au Canada, en dehors des définitions juridiques, Indien n’est plus considéré comme étant approprié pour désigner les peuples autochtones du continent.

## Sociétés nord-amérindiennes
Peuplement originel : Théories anciennes et découvertes les plus récentes

### Langues

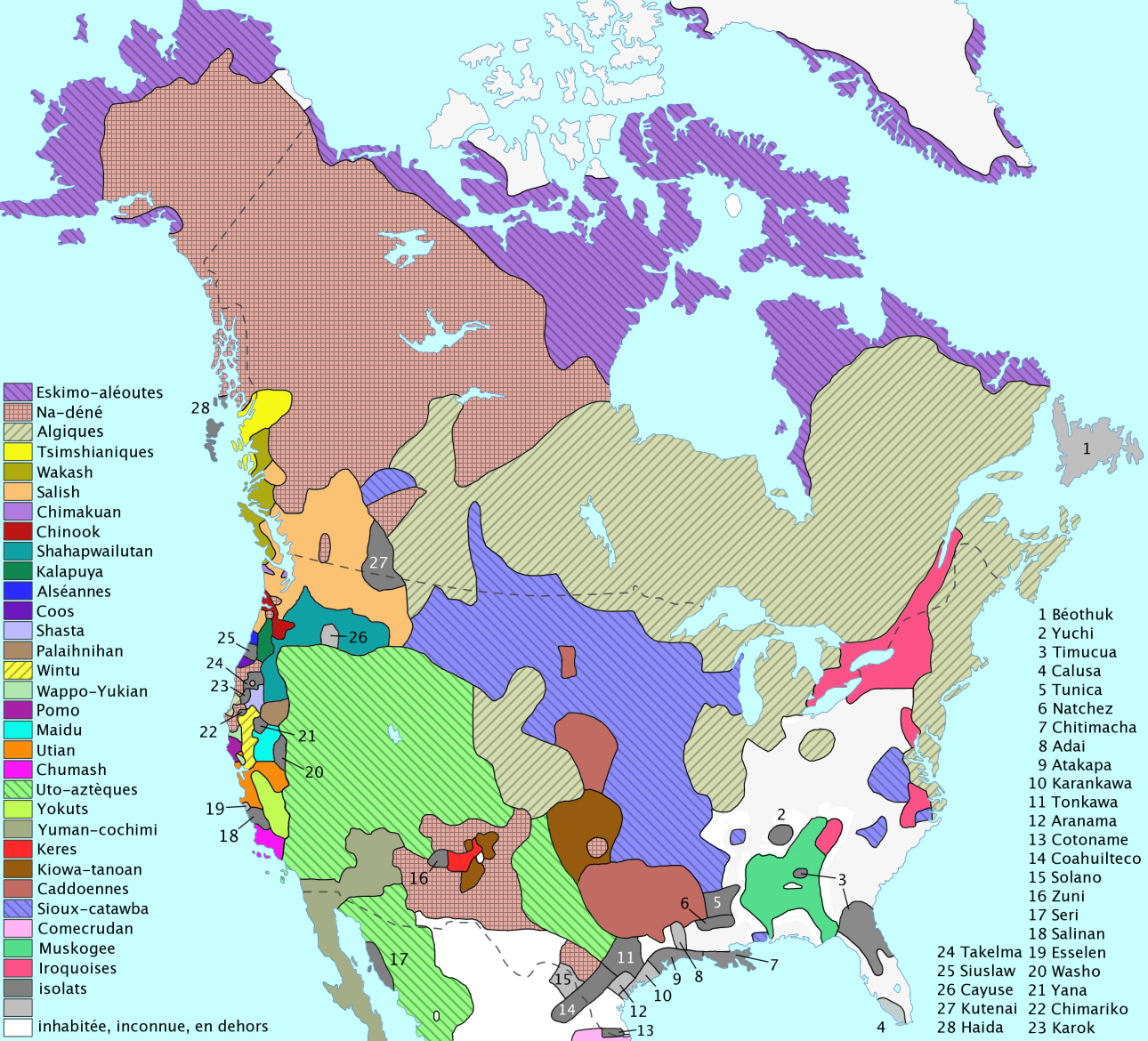
Familles de langues amérindiennes et isolats en Amérique du Nord.

Les linguistes estiment le nombre de langues amérindiennes, mortes et toujours existantes confondues, à 1 000 ou 2 000, dont 200 rien qu'en Amérique du Nord. Bien que certaines comportent des différences majeures par rapport à d'autres, les spécialistes ont pu les regrouper en « familles » n'ayant parfois connu aucun contact. Les langues eskimo-aléoutes comprennent l'inuvialuktun ou  l'inupiaq. La famille des langues athapascanes comprend des dialectes pratiqués par les Apaches et les Navajos. Pendant la Seconde Guerre mondiale, les services secrets américains employaient des auxiliaires navajos qui traduisaient dans leur langue les messages les plus confidentiels avant qu'ils soient cryptés.
Enfin, les langues européennes ont nommé en utilisant leurs propres vocabulaires des éléments de la culture amérindienne, ce qui introduit des confusions : les Espagnols ont ainsi baptisé les Indiens « pueblos », qui signifie « village », mais les pueblos appartiennent à quatre groupes linguistiques différents : Hopis, Zuñis, Keres et Tanoar. Les colons anglophones ont utilisé l'appellation « Indian Corn » pour désigner le maïs, comme les colons francophones, l'appellation « blé d'Inde ».

### Croyances

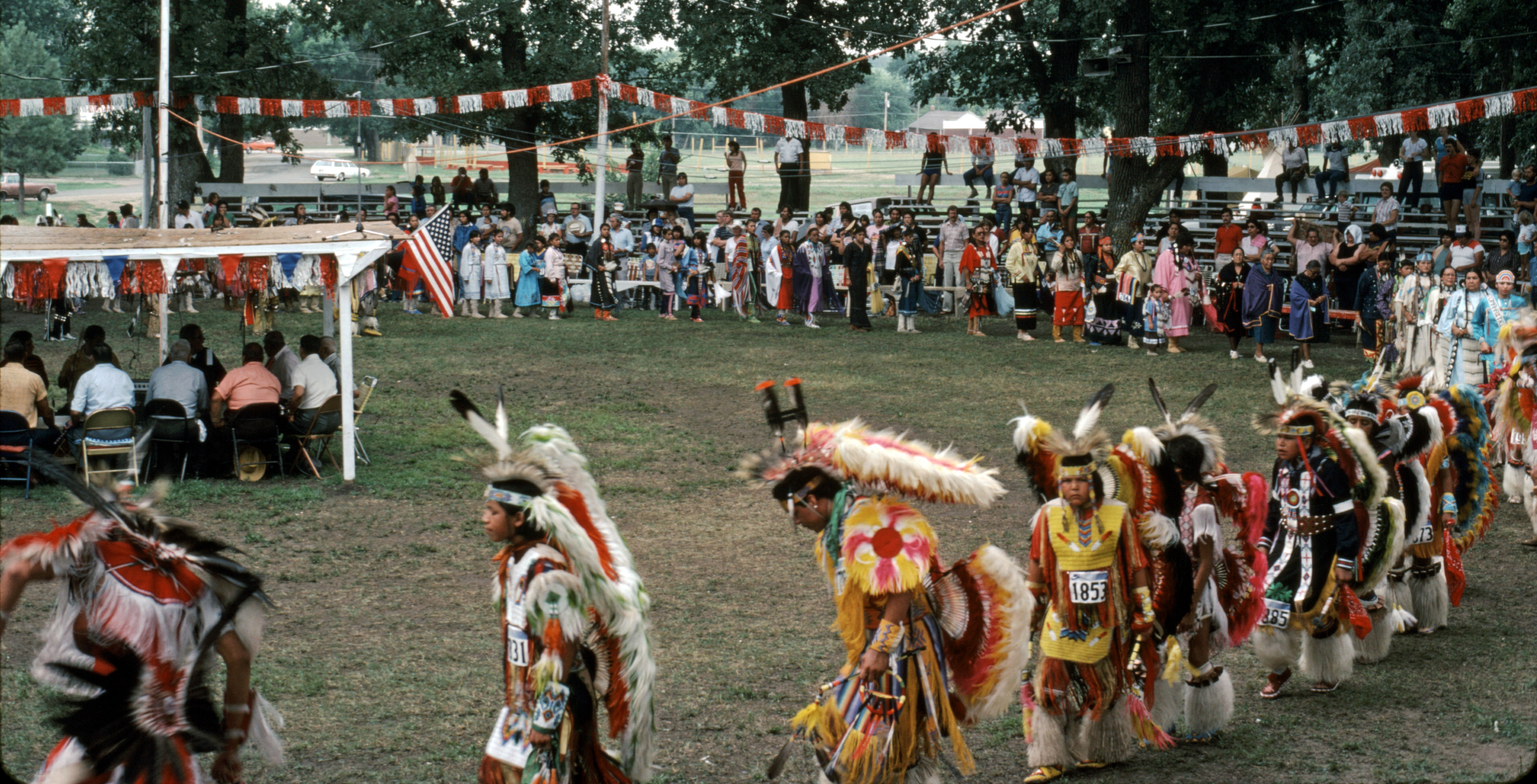
Un pow-wow.

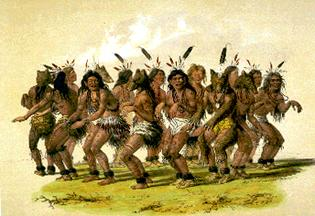
Fasciné par les Indiens dès son enfance, le peintre George Catlin se fait leur historien en réalisant des toiles montrant leurs cultures, ici une danse de l'ours, animal-totem à qui ils rendent hommage avant leur départ pour la chasse.

On regroupe le plus souvent les cultures amérindiennes en grands ensembles géographiques : nord-est, nord-ouest, région arctique, région subarctique, nord-ouest (État de Washington), Californie, Grand Bassin, Plateaux, Grandes Plaines, Sud-Est, Sud-Ouest, forêts de l'Est. Les conditions de vie étaient donc très différentes selon le milieu de vie des Amérindiens. La diversité des peuples autochtones s'exprime également dans le domaine des croyances. On peut néanmoins dégager quelques points communs aux nombreuses nations :
- Une « entité » créatrice, le Grand Esprit (par exemple Manitou pour les Algonquins), auquel beaucoup d'Autochtones, des plaines notamment, donnent le nom de Wacontanka et associent Eïtineka déesse mère et nourricière (autre terme utilisé: "Le Créateur").
- Des « esprits auxiliaires » bons ou mauvais (par exemple : les esprits du vent, du feu, du tonnerre, ou le Grand Serpent, ennemis du bien dans la culture iroquoise).
- Ces cultures sont pour la plupart animistes (plusieurs ont été christianisées ensuite ou présentent des croyances syncrétiques). Contrairement aux sociétés occidentales, ils ne se voyaient pas comme au centre de la vie, mais comme un simple élément de la vie, et du monde en général. On pourrait aujourd'hui parler de biocentrisme.
- Le chamanisme : pratiques rituelles d'apaisement des esprits comme la danse du serpent chez les Apaches ou la société des False Faces chez les Iroquois, ces pratiques pouvaient chez certaines cultures (plaines, bassin, Sud-Ouest) s'accompagner de l'utilisation d'amulettes protectrices.
- Le symbolisme : beaucoup d'Autochtones (Nord-Est, Plaines, Bassin, Subarctique, Arctique) s'identifient symboliquement à une filiation animale. Cette filiation pouvait se trouver à l'origine de la constitution d'un clan (Iroquoiens, Algonquiens). La constitution de sociétés guerrières (« guerriers chiens » sioux ou cheyennes). De même, cette « filiation » pouvait parfois se trouver « archivée » (totems, spécificité du Nord-Ouest, Noutkas Tlingit, etc.). D'une manière générale, cette symbiose homme/animal est une constante des mythes autochtones, à l'exemple des légendes inuits qui font état de l'homme/animal en tant qu'être unique se transformant à volonté.

### Rites
Les Amérindiens partagent également des rites communs :
- Rites de purification (hutte à sudation) pour les prières et les cérémonies, utilisation du tabac et de la sauge
- Prières et transes en cercles
- Pow-wow
- La Danse des Esprits (The Ghost Dance) : les participants répètent des couplets au son des tambours. Les incantations peuvent mener à la transe. (cette danse s'est généralisée pendant les années 1880 dans les réserves des plaines. Elle était jugée subversive par Washington qui l'a fait interdire et est l'une des causes du massacre de Wounded Knee en 1890)
- La Danse du Soleil (The Sun Dance) dans les Grandes Plaines pour vénérer le soleil, pendant la période du solstice d'été. Elle était accompagnée de mutilations corporelles volontaires destinées à montrer son courage et à entrer en transe.

### Vie quotidienne

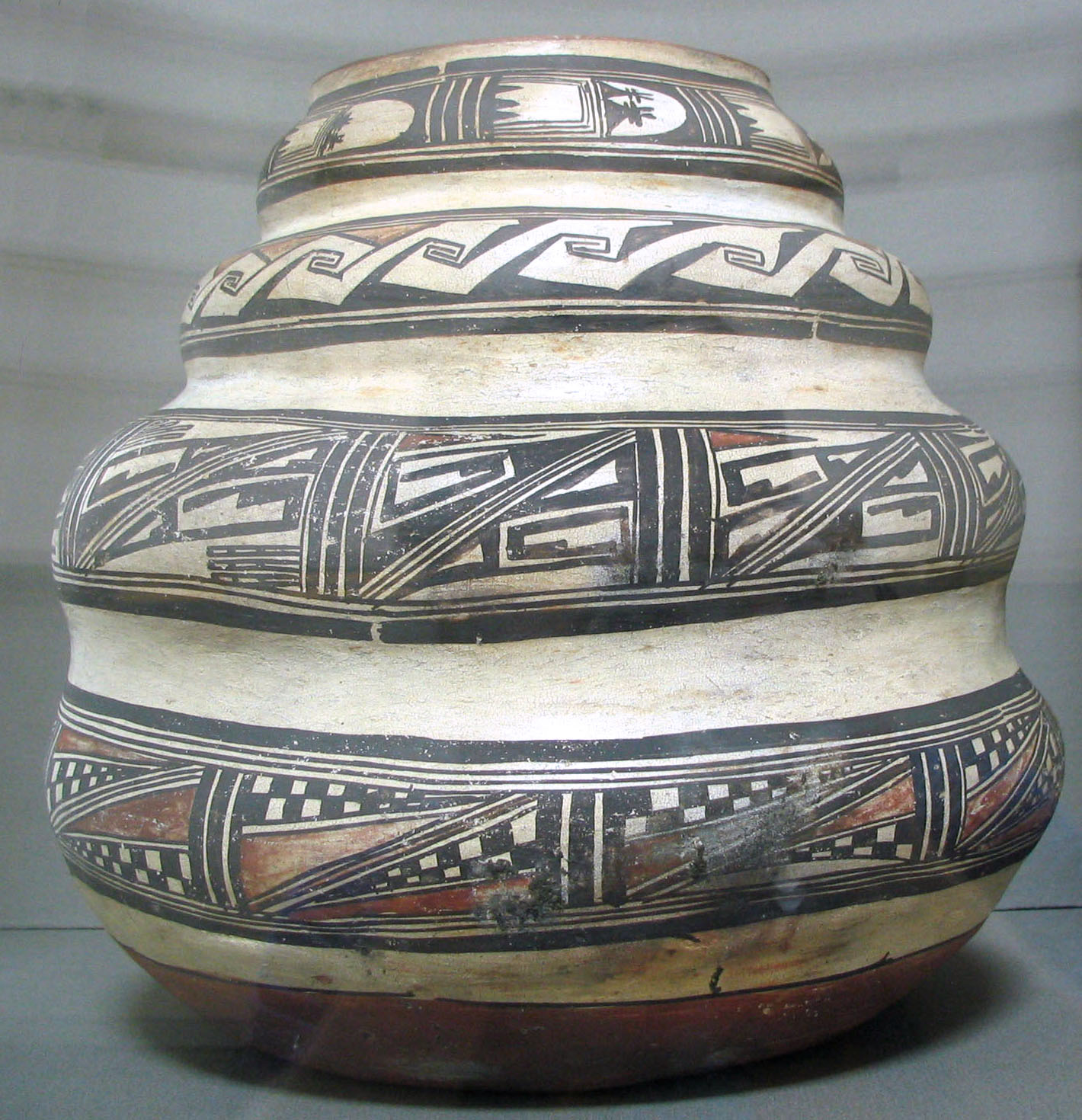
Céramique hopi, vers 1880, conservée à Washington DC.

Vivant en symbiose avec leur milieu naturel, les Amérindiens dépendent en effet des conditions climatiques et des ressources, même s'ils ont su s'adapter aux contraintes. Chaque grand ensemble a ainsi développé une activité de prédilection, avec son savoir-faire propre. Dans les régions arctique et sub-arctique, il s'agit de la pêche. Dans le Nord-Ouest (État de Washington) celle-ci vise en particulier les cétacés, les phoques, et la morue. Le travail du bois de thuya (totems, masques), de la vannerie et du tissage sont aussi très développés. Le Grand Bassin se caractérise par la chasse et l'organisation de véritables villages, voire de villes et de huttes.
Dans les Grandes Plaines, c'est le bison qui est chassé et le cheval dressé à la suite de son introduction par les Européens. En Californie, on trouve un art décoratif à base de décorations en plumes et en coquillages.
Au Sud-Est, des cultures tropicales de maïs et de pomme de terre sont faites à grande échelle. Ce sont les grandes civilisations précolombiennes qui mettaient en place de telles organisations radicalement différentes du modèle de vie nomade et en harmonie avec la nature, développées par les peuplades d'Amérique du Nord étudiées plus haut.
Enfin au Sud-Ouest, confluent de ces deux civilisations, on trouve des peuples sédentaires influencés tant par leurs voisins de la partie supérieure du continent que par ceux de la partie inférieure. Ainsi, ils pratiquent l'irrigation, tissent le coton, font des poteries, tressent des paniers, exploitent les cactus Peyotl, portent des bijoux et vivent dans des constructions en adobe. Toutefois les Apaches sont nomades et vivent donc bien plus de la chasse.

### Cultures disparues

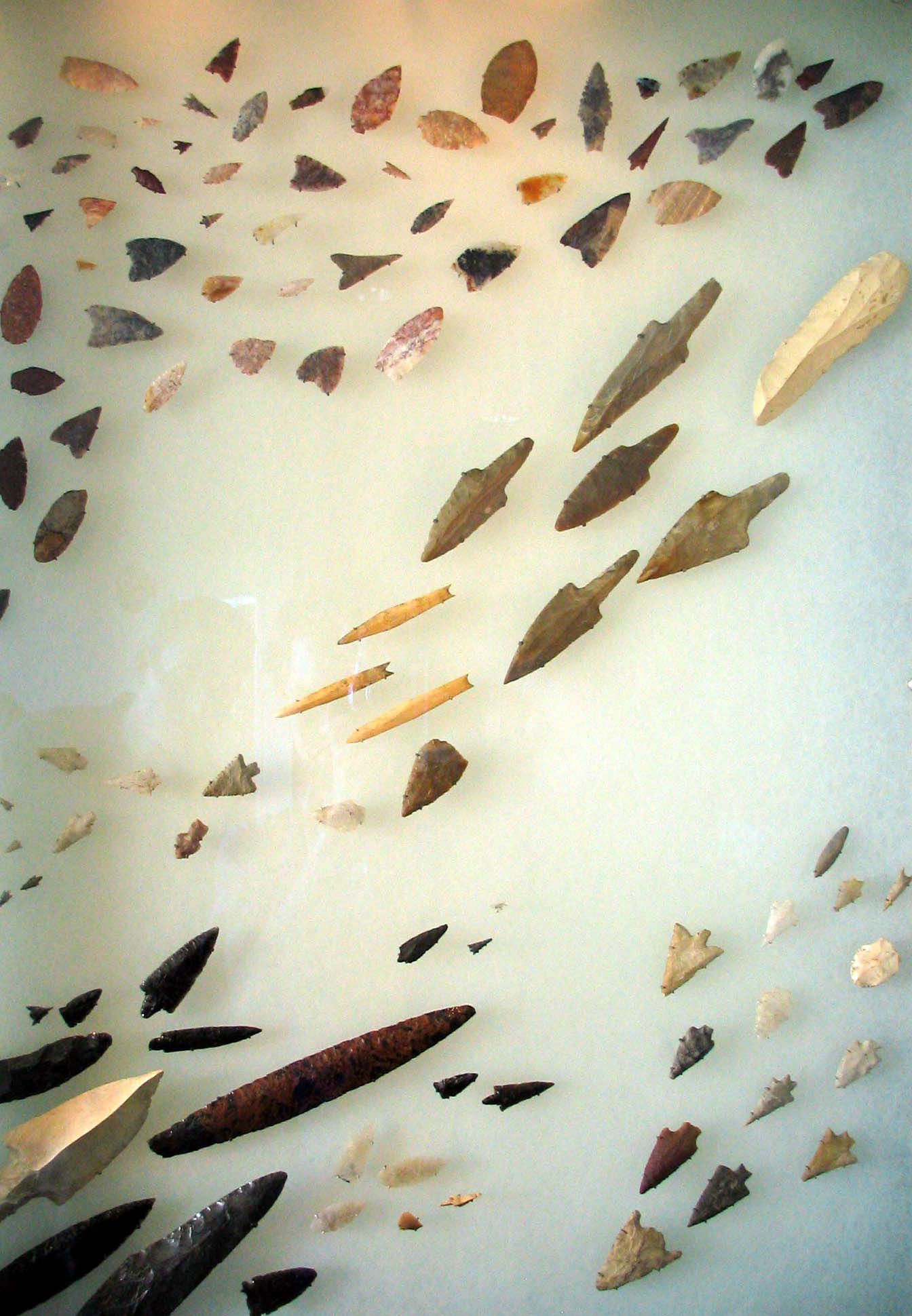
Flèches préhistoriques amérindiennes, conservées à Washington, D.C..

Les sites les plus anciens des États-Unis se répartissent en deux régions principales : la première est celle de l'est, où l'on trouve des témoignages très anciens de la culture des Mound Builders, qui construisaient des tertres zoomorphes et des pyramides de terre pour enterrer leurs morts. Les archéologues ont baptisé ces peuples aujourd'hui éteints : les Adenas sont les plus anciens (- 1000 / + ), puis viennent les Hopewells ou Hopewelliens. Les cultures du Mississippi sont également rattachées au Mound Builders.
Le sud-ouest est la deuxième région qui abritait des civilisations disparues au moment où Christophe Colomb « découvre » l'Amérique : les sites archéologiques les plus connus sont le site Clovis, Danger Cave (Utah) ou encore Folsom (Nouveau-Mexique). Mais de nombreux sites de pétroglyphes se situent aussi dans l'Ouest américain : Red Rock Canyon (Nevada), Bryce Canyon... Dans cette région marquée par l'aridité et les contacts avec la Méso-Amérique vivent les Indiens pueblos qui sont les héritiers de cultures disparues : 
- la culture Mogollon dont les vestiges peuvent être visités dans le Gila Cliff Dwellings National Monument
- la culture hohokam, de 300 av. J.-C. à 1400 environ ; les Indiens Hohokam ont aménagé des canaux au sud de l'actuel Phoenix
- la culture anasazi, de 100 av. J.-C. à 1700 environ ; plusieurs sites témoignent de l'importance des Anasazi : Mesa Verde et Aztec Ruins National Monument sont les plus notables.

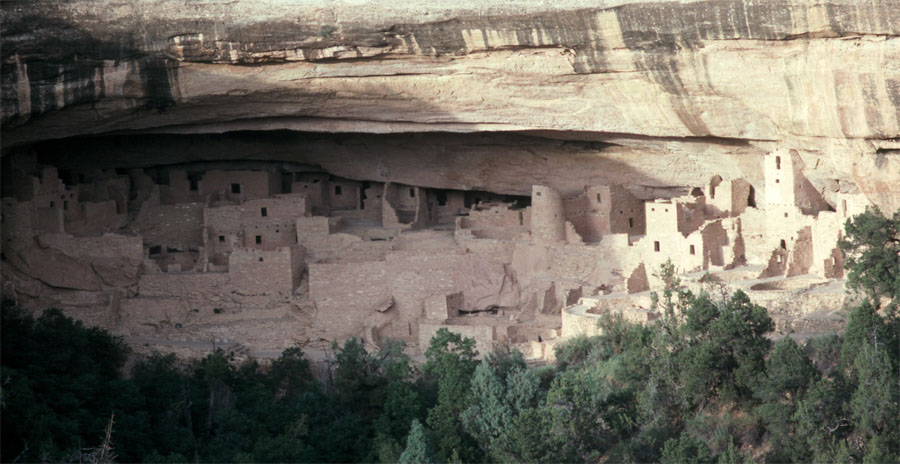
Parc national de Mesa Verde, Colorado, à l'ouest des États-Unis.

Au nord-est, dans la vallée du Saint-Laurent, les Laurentiens (des Iroquoiens) disparaissent entre le dernier voyage de Jacques Cartier et l'arrivée de Samuel de Champlain. En l'espace d'un demi-siècle, Stadaconé, Hochelaga et tous les villages mentionnés par Cartier ont disparu. Il est généralement admis que leur disparition ne fut pas causée par des épidémies venues d'Europe. Il est fort probable que, sous la pression d'attaques venant d'autres peuples, les habitants du Saint-Laurent se soient dispersés pour rejoindre les Hurons, les Iroquois (les 5 Nations) et quelques bandes algonquines. La tradition wendat fait état de ce fait. Il semblerait, qu’autour des années 1550, les Algonquins, les Montagnais et les Hurons regroupés au sein d'une Alliance Laurentienne aient fait la guerre et expulsé très brutalement leurs ennemis iroquois (Desrosiers Iroquoisie). Ces derniers garderont en mémoire cette expulsion et feront preuve de grande cruauté lors des combats qu’ils mèneront pendant près de 200 ans contre ces nations.

### Prénoms nord-amérindiens
Les nord-amérindiens ont donné des prénoms qui prennent souvent ancrage dans la nature qui les entoure, dans les forces surnaturelles qu'ils perçoivent, dans les qualités des personnes, ou bien dans d'autres évènements de la vie, souvent liés à la naissance. Tout comme l'ensemble des peuples amérindiens, l'étymologie des prénoms nord-amérindiens aborde le sujet complexe de leur origine.

## Amérindiens et hommes blancs

### Choc microbien et viral
D'après l'historien Russel Thorntorn, l'Amérique du Nord comptait environ 7 millions d'habitants vers 1500. La première cause de la mortalité des Amérindiens est l'introduction de nouvelles maladies par les Européens. Les populations autochtones n'étaient pas immunisées contre la peste, la variole, la coqueluche, la rougeole, la grippe ou la varicelle. « Les autres causes de la dépopulation (les guerres, l'alcool, etc.), sans être insignifiantes, sont tout à fait secondaires ».
Exemples parmi d'autres des ravages qu'ont causés ces pandémies :
Les Timucuas, en Floride, qui en 1650 étaient 13 000 répartis sur quarante villages, ne furent après une épidémie de petite vérole que 35 en 1728, regroupés dans un seul hameau.
Les Wampanoag qui occupaient le territoire de l'actuel Massachusetts furent emportés jusqu'au dernier en 1617, trois ans avant l'arrivée des premiers colons débarqués du Mayflower qui fonderont Plymouth.
La population des Hurons est évaluée à 30 000 individus au début du XVIIe siècle et tombe à 9 000 vers 1640
Le bilan des victimes est difficile à donner avec exactitude. Les sources sont inexistantes et les historiens ne sont pas d'accord sur les estimations. Certains avancent 10 millions d'Amérindiens pour tout le continent ; d'autres pensent plutôt à 90 millions, dont 10 pour l'Amérique du Nord. Si l'on prend les données d'Anne Garrait-Bourrier et Monique Venuat, le continent américain entier (de l'Alaska au Cap Horn) abritait environ 50 millions d'habitants en 1492 ; pour comparaison, il y avait 20 millions de Français au XVIIe siècle. Les chiffres avancés pour le territoire des États-Unis d'aujourd'hui sont compris entre 7 et 12 millions d'habitants. Environ 500 000 Amérindiens peuplaient la côte est de cet espace. Ils ne sont plus que 100 000 au début du XVIIIe siècle.

### Guerres aux États-Unis

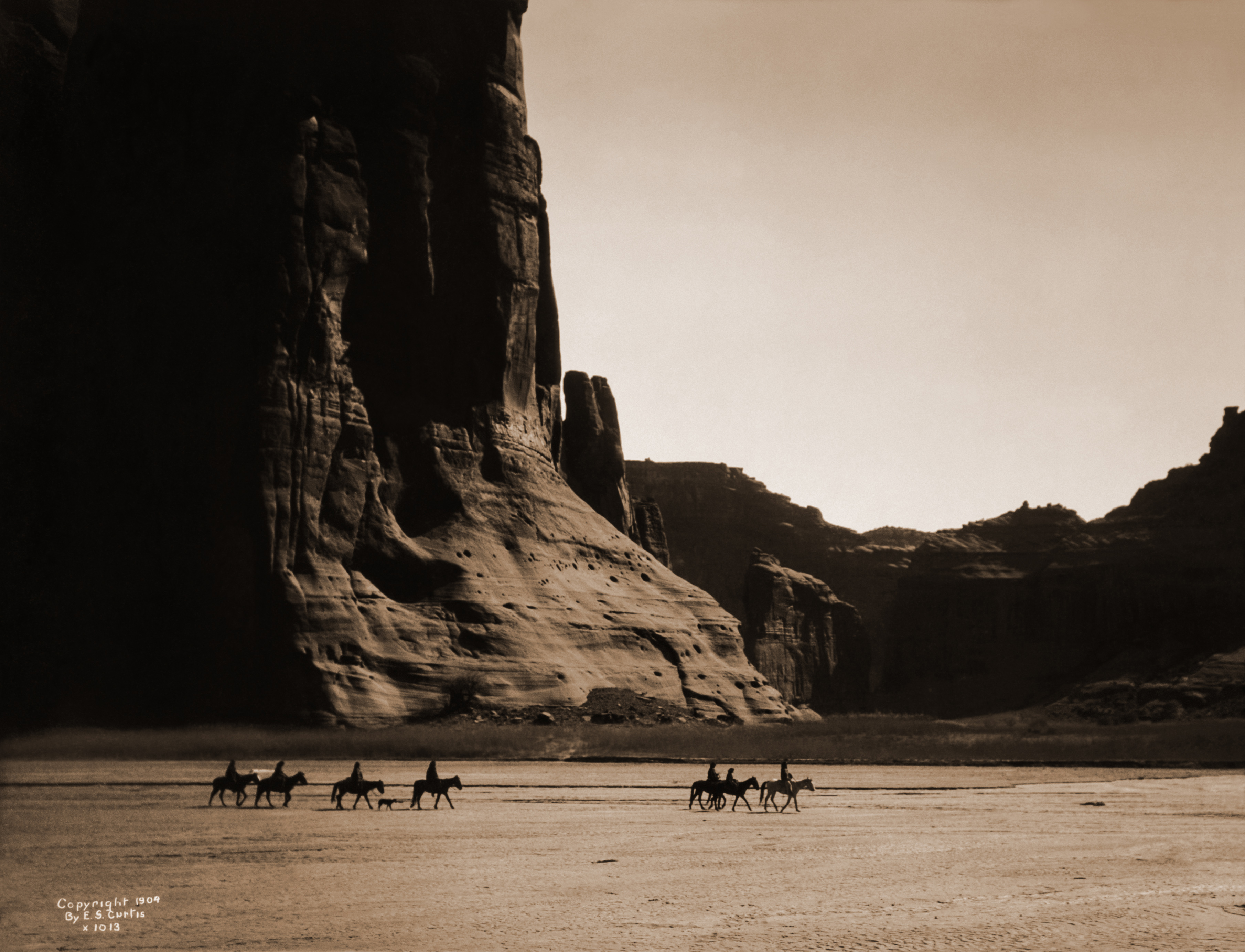
Navajos dans le Canyon de Chelly.

Les nations autochtones se faisaient la guerre : au début du XVIIe siècle, les colonisateurs français prennent part aux attaques des Algonquins et des Hurons contre leurs ennemis iroquois. Ces derniers répliquent au milieu du XVIIe siècle et finissent par affaiblir la confédération des Hurons. Certains prisonniers étaient adoptés, d'autres étaient torturés ou frappés à coups de bâton. Les guerriers mangeaient les organes des vaincus et gardaient les scalps en trophées.
- Les armes : avant l'arrivée des Européens, les Indiens ne disposaient que d'armes rudimentaires : hache, flèches...

La cause principale de ces conflits est la volonté expansionniste des treize premières colonies américaines qui se traduit aussi par les guerres hispano-américaines et mexico-américaines, la conquête de l'Ouest par des colons attirés par des terres vierges renforça l'animosité entre les deux peuples, multipliant donc le nombre de débordements. Ces conflits feront l'objet de représailles de la part des deux camps, tels des massacres et des pillages. Ainsi en 1862, les Sioux santees massacrent 1 500 hommes, femmes et enfants américains dans le Minnesota.

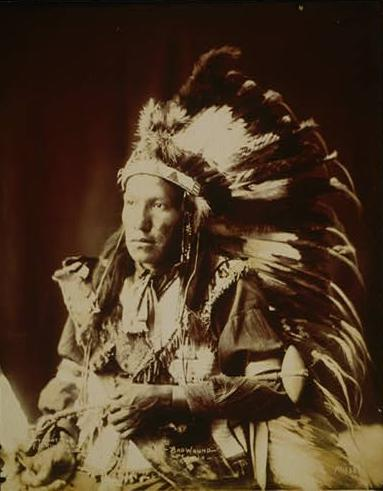
Bad Wound, Sioux.

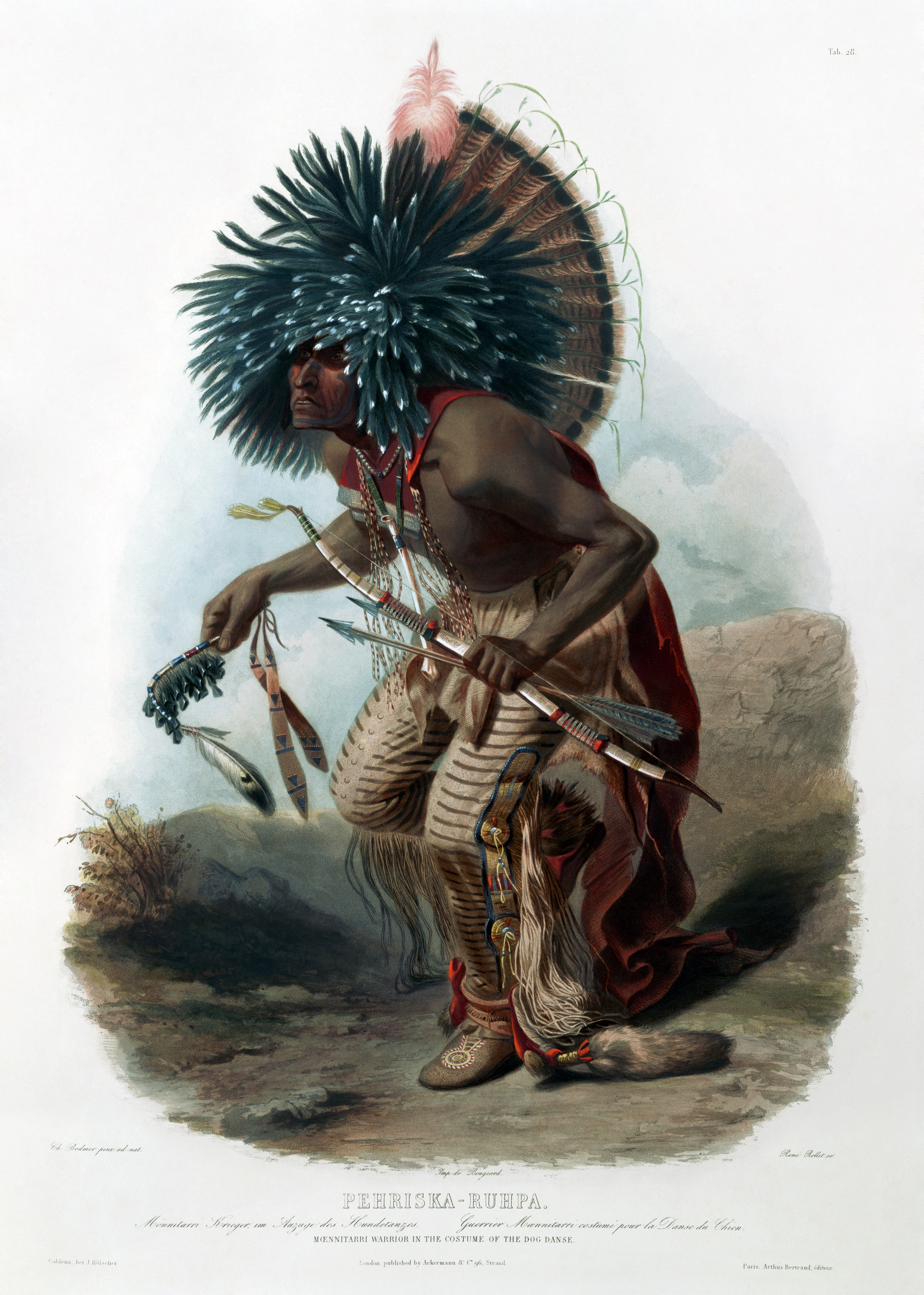
Guerrier indien Moennitarri.

Cependant les relations entre Amérindiens et Blancs n'ont pas toujours été violentes : 
- En 1620, les colons du Mayflower sont sauvés de la famine par le chef Massasoit. C'est l'origine de Thanksgiving.
- La jeune amérindienne Pocahontas épouse l'Anglais John Rolfe en 1613.
- Les quakers et William Penn en Pennsylvanie eurent des relations amicales avec les Amérindiens, suivant les principes d'égalité et de paix.
- En 1805, l'expédition Lewis et Clark qui part de Saint-Louis pour rejoindre le Pacifique, a souvent été aidée par des clans autochones.
- La Cour Suprême des États-Unis a parfois défendu les droits des Amérindiens au XIXe siècle.
- Plusieurs figures américaines ont soutenu la cause amérindienne, à l'instar de Thomas Paine ou Roger Williams.

Ce sont les Espagnols qui ont réintroduit le cheval sur le continent. Dès le XVIIe siècle, celui-ci s'était répandu sur tout le territoire et les Indiens d'Amérique du Nord l'ont très vite adopté dans leur mode de vie.

### Déportation des Indiens aux États-Unis
Au XIXe siècle, les Indiens d'Amérique du Nord ont été parqués dans des réserves et leur gibier principal disparaît, les bisons sont abattus  sous les incitations du gouvernement fédéral des États-Unis.
Lors de sa déposition au Congrès, Philip Sheridan encourage la chasse et l'abattage en masse des bisons des Grandes Plaines afin de priver les indiens de leur principale source de nourriture. Des chasseurs professionnels, braconnant sur les terres indiennes tueront plus de 4 millions de bisons jusqu'en 1874. Lorsque l'assemblée législative du Texas envisage de rendre hors la loi la chasse aux bisons sur les terres tribales, Sheridan, en personne, s'y oppose à Austin.
Même si Sheridan aurait dit « un bon Indien est un Indien mort », il n'y avait pas de volonté gouvernementale arrêtée d'exterminer les Amérindiens. Ces derniers ont été affamés (prime au massacre de bisons), spoliés de leurs terres par la violence et la fourberie (non-respect des accords signés) et privés de leur liberté de culte ainsi que du droit de parler leurs langues. Cette politique  est fréquemment nommée ethnocide, terme désignant l'extermination d'une culture.
Juridiquement le terme d'ethnocide n'existant pas, la destruction d'une ethnie relève du génocide, selon la « Convention pour la prévention et la répression du crime de génocide » adoptée à l'unanimité par Assemblée générale des Nations unies en 1948.
En 1830, l'Indian Removal Act inaugure la politique de déplacement des populations amérindiennes toujours plus vers l'Ouest : le président de l'époque, Andrew Jackson, fait voter une loi déportant les Amérindiens vivant à l'Est du Mississippi à l'Ouest de ce fleuve, principalement en Oklahoma, afin d'exploiter l'or situé sur leurs territoires, dans l'Ohio et installer les migrants venus d'Europe. Cette loi est déclarée anticonstitutionnelle par la Cour Suprême et entraîne des guerres avec les Cherokees jusqu'en 1838.
Jusqu'en 1850, 100 000 Amérindiens furent déportés. L'épisode le plus célèbre de la déportation des Amérindiens, est vraisemblablement celui de la Piste des Larmes en 1838-1839. Cette déportation forcée fit au moins 4 000 morts, à cause du froid, de la maladie (choléra) et de l'épuisement.

### Au Canada

#### Bison
Après la venue des Européens, le bison était essentiel à la traite des fourrures. Le long des rivières Rouge, Assiniboine et Saskatchewan Nord, des postes de traite achetaient des viandes de bison : viande séchée, pemmican et, en saison, de la viande fraîche. La gestion des troupeaux et leur accès partagé étaient sources de conflits : entre les Autochtones et aussi entre les Autochtones et les colons. Tandis que les troupeaux diminuaient, les peuples des Plaines étaient minés par la famine et la maladie, et leur population déclinait. La chasse étant épuisée, les communautés autochtones acceptent avec désespoir « les modalités d’un traité proposé par le gouvernement canadien opportuniste et sans scrupules ».
Encore aujourd'hui, la quasi-extermination du bison est de douloureuse mémoire. Romeo Saganash, député fédéral, à l'occasion du 150e anniversaire de la Confédération du Canada, écrit :

« Je me disais que ces 500 millions de dollars que va dépenser le gouvernement pour souligner cet anniversaire sont comme les corps des bisons que la GRC a tués dans le but de faire crever de faim mes cousins, laissant derrière elle d’innombrables amoncellements d’os blancs séchant au soleil. Ces animaux auraient pu nourrir des familles entières pendant 150 ans, et donner aux peuples qui font face à l’envahisseur hostile une force physique et spirituelle. »

## Renaissance amérindienne auXXesiècle

### Aux États-Unis
En 1896, on pouvait recenser 250 000 Amérindiens vivant aux États-Unis.
- 1924 : citoyenneté américaine accordée aux Amérindiens
- 1968 : naissance du mouvement amérindien (American Indian Movement) à Minneapolis
- 1969 : occupation amérindienne d'Alcatraz à San Francisco
- 1973 : occupation symbolique de Wounded Knee
- 1978 : American Indian Religion Freedom Act : garantie de la liberté de culte pour les Amérindiens
- 1988 : Ils obtiennent le droit d'établir dans leurs réserves des établissements de jeu (à condition que les lois des États n'interdisent pas le passe-temps)
- 2005 : La communauté amérindienne détient près de 400 casinos dans 28 États pour des revenus, estimés par la National Indian Gaming Commission, à 22,6 milliards de dollars en 2005 et a diversifié son économie.
- 2007 : proclamation d'indépendance de la République Lakota

## Héritage amérindien dans la culture des États-Unis

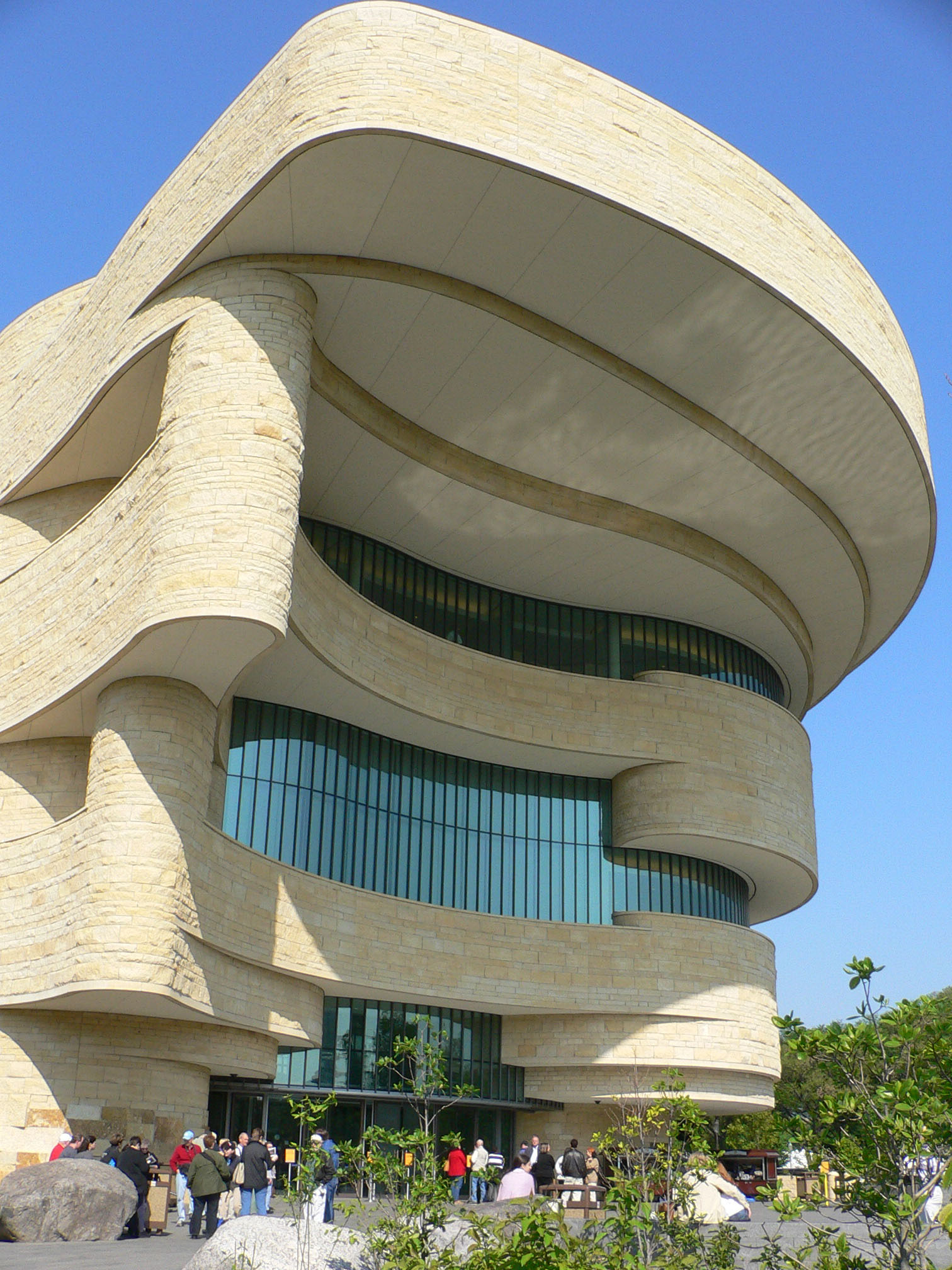
National Museum of the American Indian, Washington, DC.

Le recensement de 2000 comptait 2,5 millions d'Amérindiens aux États-Unis. Dans les années 1960, sous l'influence du « Red Power », on a redécouvert l'héritage et la civilisation des Amérindiens. Ainsi en Californie, le Native American Day (le 4e lundi de septembre) est l'occasion de rendre hommage aux Amérindiens de l'État ; les enseignants sont invités à parler de la culture amérindienne dans les écoles.
Reconstituer l'histoire des peuples amérindiens est relativement difficile pour les périodes les plus reculées. Sans écriture, les Amérindiens ont peu transformé leur milieu dont ils étaient très respectueux, et laissé peu de traces anciennes. Néanmoins, la culture amérindienne a influencé les toponymes : plusieurs états fédérés portent un nom d'origine amérindienne (Ohio, Michigan, Idaho, Minnesota, Connecticut, Ontario, Illinois, Nebraska, etc.). De nombreux fleuves (Mississippi) et éléments de géographie physique ont été puisés dans la langue des Amérindiens.
Les Amérindiens ont également appris aux Blancs la culture de plantes qui connurent ensuite un grand succès : tomate, pomme de terre, maïs et tabac. Enfin certains mots anglais rappellent leurs origines amérindiennes (anorak, mocassin, canoë, toboggan, etc.)
Depuis quelques années, les États-Unis réhabilitent l'héritage amérindien : à New York, le National Museum of the American Indian (Musée national des Indiens d'Amérique) abrite environ un million d'objets des origines à aujourd'hui. Une autre partie des collections se trouve à Washington dans un bâtiment dessiné par Douglas J. Cardinal et ouvert le 21 septembre 2004. Il s'agit d'une institution qui avait été créée à la suite d'une loi votée par le Congrès américain en 1989.
Les Amérindiens eux-mêmes font revivre leurs traditions ancestrales (artisanat, pow-wow). Une partie connaît encore les problèmes de pauvreté et d'alcoolisme. Les Arapahos et les Séminoles entre autres se sont lancés dans les jeux de hasard et l'industrie des casinos. Certains possèdent leur propre casino ; on citera particulièrement le Arapaho Casino situé dans le Wyoming.

## Listes des Nations d'Amérique du Nord
- Liste par aires géographiques.

Les peuples les plus connus sont : 
- Abénaquis

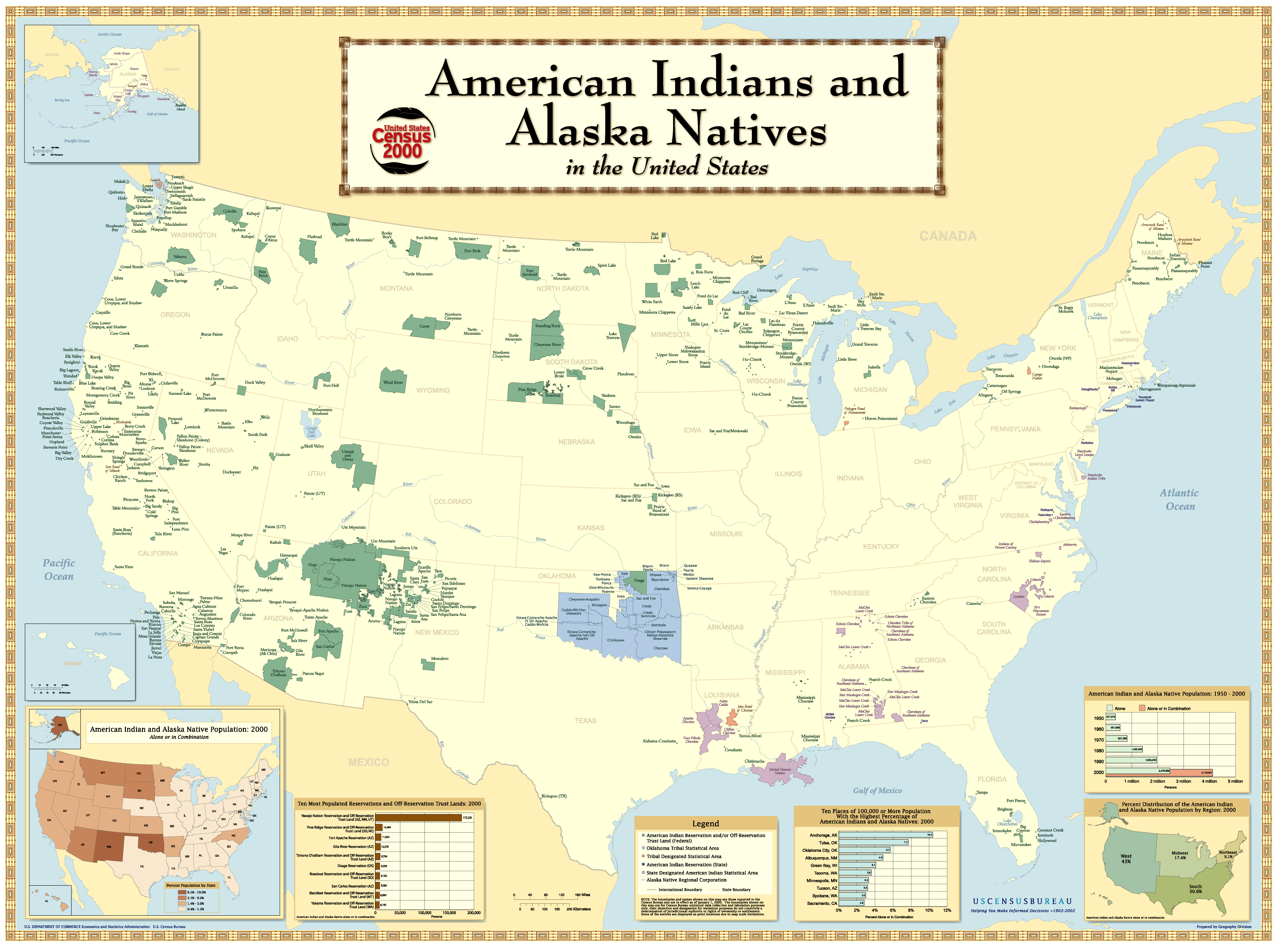
Carte des réserves indiennes aux États-Unis.

- Algonquins / Anishinaabes (forêts de l'Est)
- Anasazis
- Apaches (Sud-Ouest)
- Attikameks (Haute-Mauricie, Québec)
- Cherokees (Sud-Est)
- Cheyennes (Grandes Plaines)
- Comanches (Grandes Plaines)
- Cris
- Hurons-Wendats (forêts de l'Est)
- Innus / Montagnais (Nord-Est)
- Inuits (région arctique)
- Iroquois / Mohawks (forêts de l'Est) comprenant les Tuscaroras, les Sénécas (Tsonnontouans), les Cayugas (Goyogoins), les Onondagas (Onontagués) et les Oneidas (Onnéiouts)
- Delaware (Nord-Est)
- Malécites (Sud-Est du Canada)
- Mi'kmaq / Micmacs (Est du Canada)
- Mojaves (Californie)
- Naskapis
- Navajos (Sud-Ouest)
- Omahas (Grandes Plaines)
- Pueblos (Sud-Ouest)
- Sioux (Grandes Plaines)
- Séminoles (Floride)